# Léon Jaussely

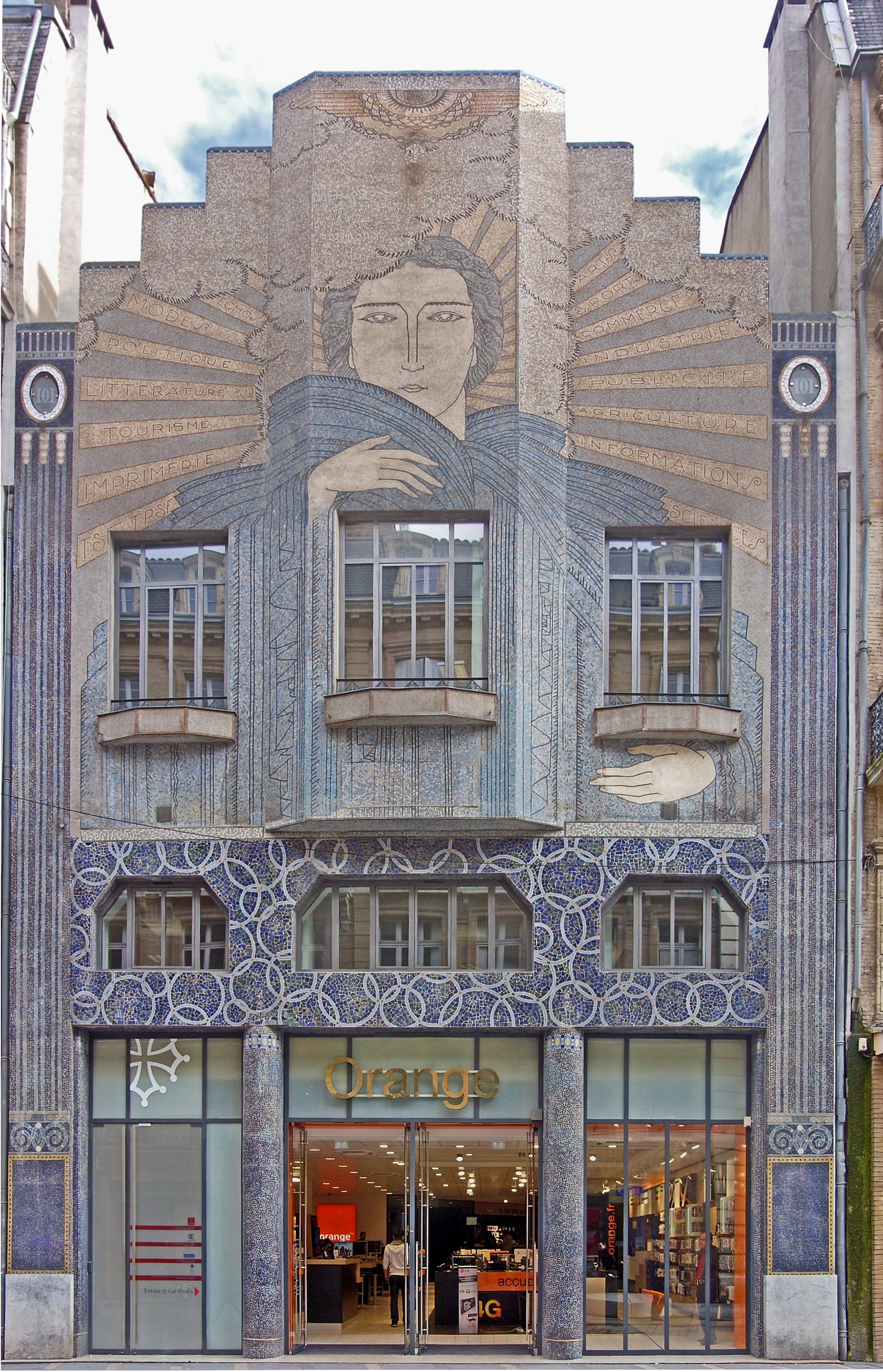
Edifici anomenat "La Depeche du Midi" Tolosa

Léon Jaussely (Tolosa de Llenguadoc, 9 de gener de 1875 - Givry, 28 de desembre de 1933) fou un arquitecte i urbanista francès. Assistí a l'École des Beaux-Arts de Toulouse, i el 1897 rebé el Grand Prix des Beaux Arts de Toulouse, que li permeté continuar els seus estudis a París al taller Daumet Esquié. Al llarg de la seva carrera va rebre els més alts premis: Premi Chaudesaigues, premi Labarre, Chanavard, premis dels arquitectes d'Amèrica. Guanyà el Gran Premi de Roma el 1903.
El 1905 guanyà el concurs internacional convocat per l'Ajuntament de Barcelona per al nou projecte d'eixample de la ciutat, que havia de connectar la part de l'eixample dissenyat al Pla Cerdà amb els nous municipis agregats. El denominat Pla Jaussely preveia grans infraestructures viàries (passejos de ronda, diagonals, passejos marítims), parcs, enllaços ferroviaris i àrees de serveis. Realitzat tan sols parcialment, ha inspirat malgrat tot l'urbanisme barceloní des de llavors. Un dels seus deixebles fou Ramon Sastre i Juan